# Radicaal 162
Van de in totaal 214 Kangxi-radicalen heeft radicaal 162 de betekenis lopen. Het is een van de twintig radicalen die bestaat uit zeven strepen.
In het Kangxi-woordenboek zijn er 381 karakters die dit radicaal gebruiken.

## Karakters met het radicaal 162

De Zondagswandeling door Carl Spitzweg.

| Strepen | Karakter                                                                                     |
| ------- | -------------------------------------------------------------------------------------------- |
| + 0     | 辵 辶                                                                                        |
| + 1     | 辷                                                                                           |
| + 2     | 辸 边 辺 辻 込 辽                                                                            |
| + 3     | 达 辿 迀 迁 迂 迃 迄 迅 迆 过 迈 迉                                                          |
| + 4     | 迊 迋 迌 迍 迎 迏 运 近 迒 迓 返 迕 迖 迗 还 这 迚 进 远 违 连 迟                            |
| + 5     | 迠 迡 迢 迣 迤 迥 迦 迧 迨 迩 迪 迫 迬 迭 迮 迯 述 迱 迲 迳                                  |
| + 6     | 迴 迵 迶 迷 迸 迹 迺 迻 迼 追 迾 迿 退 送 适 逃 逄 逅 逆 逇 逈 选 逊                         |
| + 7     | 逋 逌 逍 逎 透 逐 逑 递 逓 途 逕 逖 逗 逘 這 通 逛 逜 逝 逞 速 造 逡 逢 連 逤 逥 逦 逧       |
| + 8     | 逨 逩 逪 逫 逬 逭 逮 逯 逰 週 進 逳 逴 逵 逶 逷 逸 逹                                        |
| + 9     | 逺 逻 逼 逽 逾 逿 遀 遁 遂 遃 遄 遅 遆 遇 遈 遉 遊 運 遌 遍 過 遏 遐 遑 遒 道 達 違 遖 遗 遥 |
| + 10    | 遘 遙 遚 遛 遜 遝 遞 遟 遠 遡 遢 遣 遤                                                       |
| + 11    | 遦 遧 遨 適 遪 遫 遬 遭 遮 遯 遰 遱                                                          |
| + 12    | 遲 遳 遴 遵 遶 遷 選 遹 遺 遻 遼 邆                                                          |
| + 13    | 遽 遾 避 邀 邁 邂 還 邅 邉                                                                   |
| + 14    | 邇 邈                                                                                        |
| + 15    | 邊 邋 邌                                                                                     |
| + 16    | 邍                                                                                           |
| + 17    | 邎                                                                                           |
| + 19    | 邏 邐                                                                                        |

Klein zegelkarakter